# Chamaerhodos sabulosa
Chamaerhodos sabulosa är en rosväxtart som beskrevs av Aleksandr Andrejevitj Bunge. Chamaerhodos sabulosa ingår i släktet Chamaerhodos och familjen rosväxter. Inga underarter finns listade i Catalogue of Life.